# Hệ thống xã hội chủ nghĩa
Hệ thống xã hội chủ nghĩa là thể chế chính trị mà được các nước có các đảng Cộng sản nắm quyền lãnh đạo tuyên bố sẽ đưa đất nước và dân tộc mình đi theo một con đường xã hội chủ nghĩa. Các nước này, tạm gọi tắt là hệ thống Xô viết, tự gọi mình là các nước xã hội chủ nghĩa, trong đó từ chủ nghĩa xã hội được dùng theo nghĩa giai đoạn trước chủ nghĩa cộng sản. Một số nước, chính thể, nhóm hoặc cá nhân lại gọi họ là các nước cộng sản. Hệ thống các nước này không bao gồm các nước có mục tiêu chủ nghĩa xã hội không theo chủ nghĩa Marx-Lenin. Các nước xã hội chủ nghĩa dưới sự lãnh đạo tuyệt đối của đảng Cộng sản và theo chủ nghĩa Marx-Lenin gồm có Trung Quốc, Cuba, Lào và Việt Nam.
Những từ tương đồng với hệ thống xã hội chủ nghĩa trong sách báo còn có hệ thống kiểu Xô Viết cũ, kinh tế quản lý tập trung, kinh tế kế hoạch hóa tập trung, nền kinh tế mệnh lệnh và xã hội chủ nghĩa nhà nước.

## Nguyên mẫu
Nhà kinh tế chính trị học người Hungary Kornai János, trong cuốn Hệ thống xã hội chủ nghĩa của ông, đã đi phân loại 3 nguyên mẫu của hệ thống xã hội chủ nghĩa:
- Hệ thống chuyển đổi mang tính cách mạng (sự chuyển đổi từ chủ nghĩa tư bản sang chủ nghĩa xã hội).
- Hệ thống cổ điển (hay chủ nghĩa xã hội cổ điển).
- Hệ thống cải cách (hay chủ nghĩa xã hội cải cách).

## Đặc trưng

### Quyền lực
Các đặc trưng của cơ cấu quyền lực chính là nền tảng để từ đó suy ra quy luật vận hành của chính hệ thống xã hội chủ nghĩa.

#### Về Đảng
Thể chế căn bản của cơ cấu quyền lực là đảng cộng sản. Các nước xã hội chủ nghĩa có hệ thống đơn đảng, trong đó không đảng đối lập khác nào được hoạt động. Ở thời điểm đỉnh cao của quyền lực, đảng viên chiếm 1 tỉ lệ dân số đáng kể.
Phương châm chủ đạo của nguyên tắc tổ chức của Đảng là nguyên tắc tập trung dân chủ.
Ban lãnh đạo được bầu tại hội tổ chức cơ sở theo từng nhiệm kỳ cụ thể. Mỗi tổ chức cơ sở có 1 bí thư lãnh đạo.
Các cơ sở chịu sự lãnh đạo của tổ chức đảng cao hơn, thường được tổ chức trên nguyên tắc phạm vi lãnh thổ.
Lãnh đạo cấp trung ương có bộ tham mưu rất lớn, là những người tạo ra hệ thống thứ bậc  bao gồm những người đứng đầu các ban, phó ban và những viên chức. Theo quy định chính thức, quan chức được chỉ định của đảng không có quyền lực, bởi vì quyền quyết định duy nhất thuộc về các cơ quan được bầu ra. Trên thực tế, họ có ảnh hưởng lớn đến việc quản lý các hoạt động.
Các cán bộ lãnh đạo được bầu (làm việc chuyên trách) và công chức được của đảng thường được biết đến như là bộ máy của đảng.
Bản chất của quá trình lựa chọn đã bị đảo lộn. Trên thực tế, cơ quan được bầu không được chọn thành viên của bộ máy. Thay vào đó bộ máy lựa chọn những người sẽ tham gia cơ quan được bầu cho lần bầu cử tiếp theo, và chọn ra ai là người mà họ sẽ bầu làm bí thư. Bộ máy xác định ai là người được gia nhập đảng, đảng viên nào trở thành thành viên của bộ máy đảng (nói cách khác là công chức của đảng) và công chức nào của bộ máy đảng được tiến cử lên vị trí cao hơn.

#### Nhà nước
Theo hiến pháp, pháp luật và các quy phạm pháp luật, nhà nước dưới hệ thống xã hội chủ nghĩa cổ điển cũng giống như các nhà nước hiện đại khác. Nhà nước được chia thành 3 ngành: lập pháp, hành pháp và tư pháp; cơ quan quản lý nhà nước có trách nhiệm hành pháp và tư pháp.
Hiến pháp của nhiều nước xã hội chủ nghĩa khẳng định: Lực lượng lãnh đạo đất nước là đảng cộng sản. Pháp luật của các nước xã hội chủ nghĩa không xác định cụ thể nhưng trong thực tế phạm vi quyền phán quyết của đảng bao trùm lên các lĩnh vực:
- Bổ nhiệm, thăng chức, giáng chức trong các cơ quan đảng và các cơ quan quản lý hành chính nhà nước, các vị trí quản lý chủ yếu trong nền kinh tế.
- Các tổ chức đảng ra quyết định về tất cả các công việc chủ yếu của nhà nước trước khi cơ quan nhà nước quyết định.
- Bộ máy của đảng có quan hệ trực tiếp với bộ máy nhà nước. Trong đó 1 công chức đảng nào đó hoặc 1 nhóm công chức trong bộ máy của đảng sẽ chịu trách nhiệm về tất cả các lĩnh vực quan trọng của hoạt động nhà nước.

#### Các tổ chức chính trị xã hội
Nhiều tổ chức, hiệp hội trong xã hội được gọi chung là các tổ chức quần chúng. Đặc điểm chính của các tổ chức này là mỗi tổ chức được quản lý 1 lĩnh vực nhất định.
Sự độc quyền về tổ chức tạo cho các tổ chức đại chúng có chức năng đồng thời như 1 cơ quan có thẩm quyền.
Cách thức xây dựng và điều hành các tổ chức quần chúng chủ yếu trên cơ sở cụ thể hóa chủ trương, đường lối đã định sẵn của đảng. Vì vậy, các tổ chức quần chúng nếu có tham gia vào quá trình bầu cử cơ quan đại diện nhân dân hoặc quá trình xây dựng chính sách thì chủ yếu là theo định hướng đã vạch sẵn. Đó chính là nét đặc trưng của hệ thống không chấp nhận đa nguyên chính trị. Tuy nhiên, điều nguy hiểm nhất của hệ thống là nếu các tổ chức, cá nhân hoạt động không khách quan thì sẽ không bảo vệ quyền lợi của tầng lớp mà họ được cử làm đại diện, qua đó, người dân có thể mất đi cơ hội có tiếng nói của mình. Và lỗ hổng này đang dần bộc lộ ở các nước xã hội chủ nghĩa khi quan chức lớn nhỏ có thể tự do tham nhũng, tham chức cao vọng trọng mà không có bộ phận do người dân giám sát chính quyền như các nền dân chủ phương Tây.
Một số tổ chức chính trị xã hội ở Việt Nam:
1. Đảng Cộng sản Việt Nam.
2. Mặt trận Tổ quốc Việt Nam.
3. Đoàn Thanh niên Cộng sản Hồ Chí Minh.
4. Hội Liên hiệp Phụ nữ Việt Nam.
5. Hội Cựu chiến binh Việt Nam.
6. Hội Nông dân Việt Nam.
7. Tổng Liên đoàn Lao động Việt Nam.

### Hệ tư tưởng
Hệ tư tưởng chính thống được nêu trong nghị quyết của đảng, các bài phát biểu, bài viết của các nhà lãnh đạo đảng, sách giáo khoa về hệ tư tưởng, các bài báo và các công bố chính thức khác.
Hệ tư tưởng chính thống xuất phát từ nhiều nguồn và bám rễ sâu vào lịch sử của các ý tưởng xã hội chủ nghĩa.
Tầng sâu nhất là tư tưởng của các nhà xã hội chủ nghĩa không tưởng và sau đó chủ yếu là các ý tưởng của Karl Marx.
Tầng tiếp theo bao gồm các ý tưởng, nguyện vọng và giá trị của phong trào cách mạng ở các nước sau này thành xã hội chủ nghĩa.
Tiếp theo đó là phạm vi của các tư tưởng xuất phát trong giai đoạn chuyển đổi cách mạng, rút ra từ những kinh nghiệm mà đảng cộng sản, từ vị thế một đảng cách mạng đối lập chuyển thành đảng cầm quyền.

### Quan hệ sở hữu
Hình thức sở hữu đầu tiên và quan trọng nhất là xí nghiệp sở hữu nhà nước. Hình thức sở hữu thứ 2 là hợp tác xã.
Dưới chế độ xã hội chủ nghĩa cổ điển, các xí nghiệp tư nhân thuê lao động làm thuê hoặc là không tồn tại, hoặc bị hạn chế ở 1 bộ phận rất nhỏ của nền kinh tế.
Sự triệt tiêu gần như hoàn toàn chủ nghĩa tư bản tư nhân chính là điều được hệ tư tưởng chính thống coi là 1 tiêu chuẩn chủ yếu, thậm chí là tiêu chuẩn chủ yếu nhất của chủ nghĩa xã hội. Về tư tưởng, chỉ có sở hữu nhà nước và sở hữu hợp tác xã mới được công nhận là xã hội chủ nghĩa.
Tuy nhiên, các hình thức sở hữu tư nhân khác nhau vẫn tồn tại như thương mại và công nghiệp tư nhân cỡ nhỏ, canh tác nông nghiệp hộ gia đình, nền kinh tế tư nhân không chính thức.
Thực tế nhiều quốc gia hiện nay được gọi là nằm trong hệ thống xã hội chủ nghĩa có mức độ sở hữu tư nhân cao, như Cộng hòa Nhân dân Trung Hoa. Hiện nay một số quốc gia xã hội chủ nghĩa như Việt Nam đang tiến trên con đường kinh tế thị trường, đánh giá cao vai trò của tư nhân trong việc xây dựng chủ nghĩa xã hội.

### Những cơ chế điều phối kinh tế của Chủ nghĩa xã hội
- Cơ chế bao cấp: cơ chế này được các nước xã hội chủ nghĩa theo mô hình Liên Xô sử dụng như Liên Xô, Việt Nam, Trung Quốc và các nước Đông Âu. Trong cơ chế này nhà nước là người điều phối mọi nguồn lực trong nền kinh tế. Cơ chế này hoạt động ổn định trong giai đoạn 1928-1970 nhưng nó thể hiện nhược điểm nội tại không thể khắc phục từ sau cuộc Khủng hoảng dầu mỏ 1973.
- Cơ chế thị trường định hướng xã hội chủ nghĩa: là cơ chế quản lý dựa trên sự điều phối của quy luật cung cầu. Đây là cơ chế mà Việt Nam và Trung Quốc đang áp dụng. Thực chất, cơ chế thị trường định hướng xã hội chủ nghĩa là nền kinh tế thị trường nhưng có yếu tố tập trung và điều hướng do Đảng Cộng sản lãnh đạo.